# Unione nordica dei passaporti
L'unione nordica dei passaporti è un trattato internazionale stipulato nel 1957 da Danimarca, Finlandia, Norvegia e Svezia. Nel 1965, anche l'Islanda decide di aderire a tale accordo.

## Finalità
Quest'accordo consente la libera circolazione dei cittadini di tali nazioni senza controlli alle frontiere all'interno del territorio dei cinque Paesi. La libera circolazione è garantita anche ai cittadini stranieri che abbiano con sé un passaporto o altro documento di riconoscimento (o di viaggio) per eventuali controlli.

## Schengen
Dal 1996, proprio sullo schema dell'unione nordica, è stato creato lo spazio Schengen, e dal 25 marzo 2001 l'acquis comunitario di Schengen è stato pienamente applicato in tutti e cinque Paesi nordici, rendendo pertanto ridondante l'unione nordica dei passaporti. Da rilevare che le isole Faroer, che non hanno aderito agli accordi di Schengen, applicano unicamente il trattato dell'unione nordica dei passaporti.